# Kanton Mansle
Mansle is een voormalig kanton van het Franse departement Charente.
Het kanton maakte deel uit van het arrondissement Confolens tot het op 22 maart 2015 gefuseerd met het kanton Saint-Amant-de-Boixe van het arrondissement Angoulême tot het kanton Boixe-et-Manslois. Omdat de gemeenten niet van arrondissement veranderden valt dit nieuwe kanton onder beide arrondissementen.

## Gemeenten
Het kanton Mansle omvatte de volgende gemeenten:
- Aunac
- Bayers
- Cellefrouin
- Cellettes
- Chenommet
- Chenon
- Fontclaireau
- Fontenille
- Juillé
- Lichères
- Lonnes
- Luxé
- Mansle (hoofdplaats)
- Mouton
- Moutonneau
- Puyréaux
- Saint-Amant-de-Bonnieure
- Saint-Angeau
- Saint-Ciers-sur-Bonnieure
- Sainte-Colombe
- Saint-Front
- Saint-Groux
- La Tâche
- Valence
- Ventouse
- Villognon